# Ebaeides rufula
Ebaeides rufula är en skalbaggsart som beskrevs av Francis Polkinghorne Pascoe 1864. Ebaeides rufula ingår i släktet Ebaeides och familjen långhorningar. Inga underarter finns listade i Catalogue of Life.